# Sarmato
Sarmato – miejscowość i gmina we Włoszech, w regionie Emilia-Romania, w prowincji Piacenza.
Według danych na rok 2004 gminę zamieszkiwało 2590 osób, 99,6 os./km².